# Маркиз Солсбери
Маркиз Солсбери (англ. Marquess of Salisbury) — аристократический титул в пэрстве Великобритании. Титул был создан королём Георгом III 10 августа 1789 года для Джеймса Сесила, седьмого графа Солсбери (1748—1823), видного британского придворного и политика. Большинство носителей титула были видными деятелями в британской политической жизни на протяжении последних двух веков, в частности, 3-й маркиз Солсбери, три раза занимал пост премьер-министра Великобритании в конце XIX — начале XX веков.

## Исторические предпосылки
Маркизы Солсбери — одна из основных ветвей семьи Сесилов происходящая от сэра Роберта Сесила, сына видного государственного деятеля елизаветинского времени Уильяма Сесила, первого барона Бёрли и его второй жены Милдред Кук. Его старший сводный брат — второй барон Бёрли, был создан графом Эксетером в 1605 году и является родоначальников рода нынешних маркизов Эксетеров. Роберт Сесил, в частности, служил при королеве Елизавете I, а позднее при короле Якове I в качестве государственного секретаря, канцлера герцогства Ланкастерского, лорд-хранителя печати и лорд-казначея. В 1603 году сэр Роберт был возведён в звание пэра Англии, как барон Сесил Эссендонский в графстве Ратленд, а в следующем году он был создан виконтом Крэнборном. В 1605 году он был еще создан графом Солсбери. Последние два титула были также в пэрстве Англии.
Графу Солсбери наследовал его сын, второй граф — Уильям Сесил. Он представлял Уэймут в Палате общин, а также служил в качестве капитана почётного эскорта короля и как лорд-наместник Хартфордшира и Дорсетшира. Его правнук, четвёртый граф — Джеймс Сесил, перешёл в католицизм и в 1689 году Палата общин решила объявить ему импичмент за государственную измену. Тем не менее, иск не был возбужден дальше, и ему наследовал его сын, пятый граф — также, Джеймс Сесил, лорд-наместник Хартфордшира.

## Дальнейшая история
Седьмой граф — Джеймс Сесил — был политиком и служил лордом-камергером королевского двора в течение многих лет. В 1789 году он был создан маркизом Солсбери в пэрстве Великобритании.
Ему наследовал его старший сын, второй маркиз — Джеймс Браунлоу Уильям Гаскойн-Сесил. Он был политиком-консерватором и занимал должность лорда-хранителя печати и лорд-председателя Совета. Лорд Солсбери был женат первым браком на Фрэнсис Мэри Гаскойн, дочери Бамбера Гаскойна, с 1821 года. В том же году он принял по королевской лицензии дополнительную фамилию Гаскойн. 

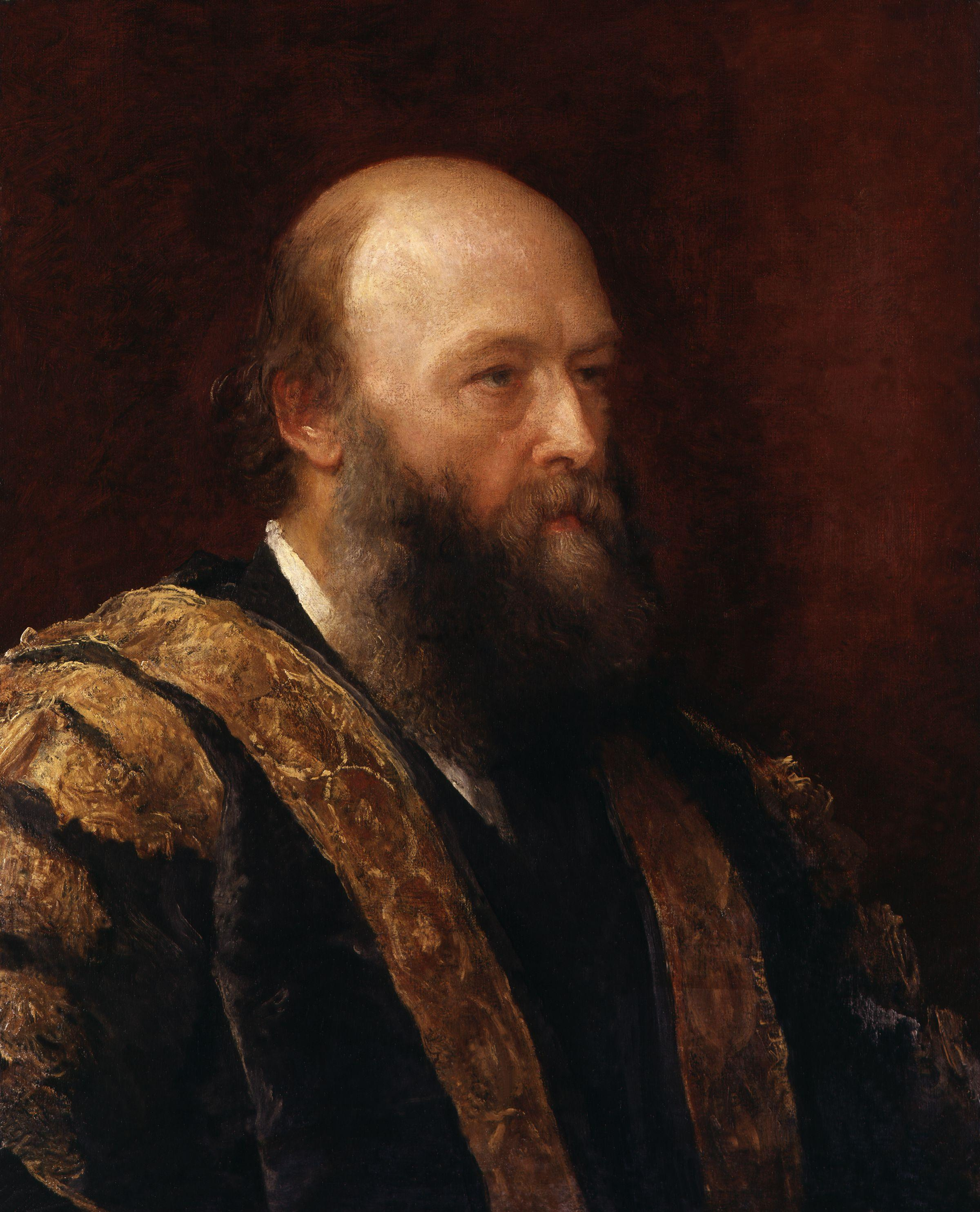
Роберт Артур Талбот Гаскойн-Сесил, 3-й маркиз Солсбери

Ему наследовал его третий, но старший выживший сын, третий маркиз — Роберт Артур Талбот Гаскойн-Сесил, 3-й маркиз Солсбери, самый видный представитель рода Солсбери. Он был трижды премьер-министром Великобритании, с 1885 года по 1886 год, с 1886 года по 1892 года, и с 1895 года по 1902 год, а также служил четырежды министром иностранных дел. Его время, как премьер-министра совпало с великой экспансией Британской империи. Лорда Солсбери также помнят как приверженца политики «блестящей изоляции», стремление сохранить Великобританию от европейских дел и союзов. Он также был в последним премьер-министром Великобритании, членом палаты лордов, то есть последним пэром на этом посту.
Ему наследовал его старший сын, четвёртый маркиз — Джеймс Эдвард Юбер Гаскойн-Сесил. Он также был влиятельным консервативным политиком и также, как и многие его предки служил лордом-хранителем печати, а также, в качестве министра торговли Великобритании, лордом-председателем Совета, канцлером герцогства Ланкастерского и лидером палаты лордов. Как и его отец, он расценивался как убежденный консерватор и резко выступал против Акта о парламенте 1911 года, который стремился ограничить полномочия палаты лордов.
Его старший сын, пятый маркиз — Роберт Артур Джеймс Гаскойн-Сесил, был также консервативным политиком. В 1941 году он был вызван в Палату лордов через королевский рескрипт о явке на заседание парламента, в младшем титуле своего отца, как барон Сесил. За свою карьеру лорд Солсбери, в частности, занимал должность генерального казначея, министра по делам доминионов, министра колоний, лорд-хранителя печати и лидера палаты лордов. Он был противником попыток реформировать палату лордов, но ему пришлось увидеть Акта о парламенте 1949 года, который еще больше ограничил власть Палаты лордов. Однако, лорд Солсбери был также за Конвенцию Солсбери 1945 года, которая гласит, что Палата лордов не возражает во втором чтении против любого правительственного законодательства, обещая это в своем предвыборном манифесте.
Ему наследовал его старший сын, шестой маркиз — Роберт Эдвард Питер Сесил Гаскойн-Сесил. Хотя он краткое время представлял Западный Борнмут в британском парламенте, он не принимал такого активного участия в национальной политике, как и его предшественники.
По состоянию на 2025 год, титул держит его старший сын, седьмой маркиз — Роберт Майкл Джеймс Гаскойн-Сесил, который наследовал отцу в 2003 году, и который также является консервативным политик. После того как он представлял Южный Дорсет в палате общин, он был вызван в Палате лордов через королевский рескрипт о явке на заседание парламента, в младшем титуле своего отца, как барон Сесил в 1992 году (в последний раз, когда был издан акт об акселерации). Лорд Солсбери затем служил под началом своего непосредственного политического союзника Джона Мейджора в качестве лорда-хранителя печати и лидера палаты лордов с 1994 года по 1997 год. Как лидер оппозиции в палате лордов после 1997 года, он играл ведущую роль в переговорах по условиям Акта о Палате лордов 1999 года, в котором автоматическое право наследственных пэров заседать в верхней палате парламента было упразднено. Солсбери удалось достичь компромисса с лейбористским правительством Тони Блэра, в результате чего 92 выбранным наследственным пэрам было разрешено остаться на временной основе. Тем не менее, компромисс был согласован без ведома лидера консерваторов Уильяма Хейга и Солсбери был смещён с поста лидера консерваторов в Палате лордов. В том же году, вместе со всеми бывшими лидерами Палаты лордов, он был сделан пожизненным пэром, как барон Гаскойн-Сесил из Эссендон, в графстве Ратленд, в пэрстве Соединенного королевства, чтобы он мог оставаться членом Палаты лордов. Как потомок первого барона Бёрли, лорд Солсбери, также остаётся с этим пэрством, титулом, который держал его родственник Майкл Сесил, восьмой маркиз Эксетер.
Несколько других членов семьи Сесилов получили знаки отличия. Лорд Юстас Сесил, четвертый сын второго маркиза, был подполковником в армии и членом парламента. Его сын Ивлин Сесил был консервативным политиком и был создан бароном Рокли в 1934 году. Преосвященный лорд Уильям Гаскойн-Сесил — епископ Эксетера, Роберт Сесил, 1-й виконт Сесил из Челвуда, лорд Эдуард Сесил и Хью Сесил, 1-й барон Куиксвуд, все были младшими сыновьями третьего маркиза. Лорд Дэвид Сесил, профессор английской литературы в Оксфордском университете, был вторым сыном четвёртого маркиза, в то время как журналист лорд Ричард Сесил был вторым сыном шестого маркиза. Кроме того, леди Бланш Гаскойн-Сесил, дочь второго маркиза, была матерью премьер-министра Великобритании Артура Бальфура, 1-го графа Бальфура.
Фамильными резиденциями маркизов Солсбери являются: Хэтфилд-хаус и Крэнборн-мэнор.

## Маркизы Солсбери с 1789 года
- 1789—1823: Джеймс Сесил, 1-й маркиз Солсбери (4 сентября 1748 — 13 июня 1823), единственный сын Джеймса Сесила, 6-го графа Солсбери (1713—1780)
- 1823—1868: Джеймс Браунлоу Уильям Гаскойн-Сесил, 2-й маркиз Солсбери (17 апреля 1791 — 12 апреля 1868), единственный сын предыдущего
- 1868—1903: Роберт Артур Талбот Гаскойн-Сесил, 3-й маркиз Солсбери (3 февраля 1830 — 22 августа 1903), третий сын предыдущего от первого брака
- 1903—1947: Джеймс Эдвард Юбер Гаскойн-Сесил, 4-й маркиз Солсбери (23 октября 1861 — 4 апреля 1947), старший сын предыдущего
- 1947—1972: Роберт Гаскойн-Сесил, 5-й маркиз Солсбери (27 августа 1893 — 23 февраля 1972), старший сын предыдущего
- 1972—2003: Роберт Эдвард Питер Сесил Гаскойн-Сесил, 6-й маркиз Солсбери (24 октября 1916 — 11 июля 2003), старший сын предыдущего
- 2003 — настоящее время: Роберт Майкл Джеймс Гаскойн-Сесил, 7-й маркиз Солсбери (род. 30 сентября 1946), старший сын предыдущего.
  - Наследник: Роберт Эдвард Гаскойн-Сесил, виконт Крэнборн (род. 18 декабря 1970), старший сын 7-го маркиза.